# Farātān
Farātān (persiska: فراتان, Ferātān, Farāţūn) är en ort i Iran.   Den ligger i provinsen Khorasan, i den östra delen av landet, 800 km sydost om huvudstaden Teheran. Farātān ligger 1 938 meter över havet och antalet invånare är 148.
Terrängen runt Farātān är kuperad åt sydost, men åt nordväst är den platt.Runt Farātān är det glesbefolkat, med 9 invånare per kvadratkilometer. Närmaste större samhälle är Mokhtārān, 19,5 km norr om Farātān. Trakten runt Farātān är ofruktbar med lite eller ingen växtlighet.